# Vítězslav Mácha
Vítězslav Mácha, född 6 april 1948 i Krmelín, Tjeckien, död 29 maj 2023, var en tjeckisk brottare som tävlade för Tjeckoslovakien. Han tog OS-guld i welterviktsbrottning i den grekisk-romerska klassen 1972 i München och OS-silver fyra år senare, 1976, i samma viktklass i Montréal.